# Franz Rellich

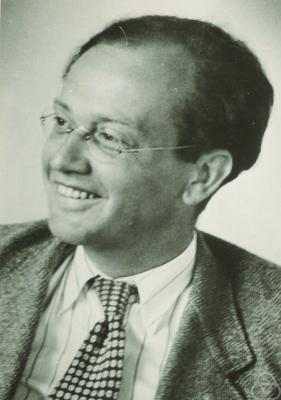
Franz Rellich
(Foto vom Mathematischen Forschungsinstitut Oberwolfach)

Franz Rellich (* 14. September 1906 in Tramin; † 25. September 1955 in Göttingen) war ein deutscher, aus Südtirol stammender Mathematiker. Er leistete wichtige Beiträge im Rahmen der Mathematischen Physik, insbesondere für die Grundlagen der Quantenmechanik und für die Theorie partieller Differentialgleichungen.

## Leben
Rellich studierte von 1924 bis 1929 an den Universitäten Graz und Göttingen und promovierte 1929 bei Richard Courant an der Georg-August-Universität über eine „Verallgemeinerung der Riemannschen Integrationsmethode auf Differentialgleichungen n-ter Ordnung in zwei Veränderlichen“. Als 1933 die Göttinger mathematisch-physikalische Tradition nach der Machtergreifung der Nationalsozialisten beendet wurde, musste auch Rellich gehen, der eine aktive Haltung gegen den Nationalsozialismus einnahm. 1934 wurde er Privatdozent in Marburg, 1942 Professor in Dresden und 1946 Direktor des Mathematischen Instituts in Göttingen, an dessen Wiederaufbau er maßgebend beteiligt war.
1932 war er Invited Speaker auf dem Internationalen Mathematikerkongress (ICM) in Zürich (Über die erste Randwertaufgabe bei Monge-Ampèreschen Differentialgleichungen vom elliptischen Typus), 1950 auf dem in Cambridge in Massachusetts (Störungstheorie der Spektralzerlegung) und 1954 in Amsterdam (Halbbeschränkte Differentialoperatoren höherer Ordnung).
1948 wurde er zum ordentlichen Mitglied der Göttinger Akademie der Wissenschaften gewählt.
Sein Nachlass wird vom Zentralarchiv deutscher Mathematiker-Nachlässe an der Niedersächsischen Staats- und Universitätsbibliothek Göttingen aufbewahrt.
Seine Schwester Camilla Juliana Anna war die Frau des Mathematikers Bartel Leendert van der Waerden.

## Werk
Die bedeutendsten seiner mathematischen Leistungen sind die Arbeiten zur Störungstheorie der linearen Operatoren im Hilbert-Raum, in denen er die Abhängigkeit der Spektralschar {\displaystyle E_{\varepsilon }(\lambda )} eines selbstadjungierten Operators {\displaystyle A_{\varepsilon }} im Hilbert-Raum von dem Parameter {\displaystyle \varepsilon } untersuchte. Obwohl er diese aus der Quantenmechanik herrührende Fragestellung wieder auf die Quantenmechanik anwandte, führte er seine Untersuchungen völlig
abstrakt.
Nach Franz Rellich sind der Kompaktheitssatz von Rellich-Kondrachov aus der Theorie der Sobolew-Räume benannt sowie der Satz von Kato-Rellich.
Auch viele partielle Differentialgleichungen, in denen mathematische Entartungen auftreten, hat Rellich erfolgreich behandelt. So zeigte er beispielsweise, dass die Monge-Ampèresche Differentialgleichung im elliptischen Fall, wo sie nicht notwendig eindeutig lösbar ist, höchstens zwei Lösungen haben kann.
Physikalisch ebenfalls wichtig war Rellichs mathematische Klärung der von Arnold Sommerfeld formulierten Ausstrahlungsbedingungen.